# Impatiens raphidothrix
Impatiens raphidothrix är en balsaminväxtart som beskrevs av Otto Warburg. Impatiens raphidothrix ingår i släktet balsaminer, och familjen balsaminväxter. Inga underarter finns listade i Catalogue of Life.